# Asterophysus batrachus
Asterophysus batrachus, o bagre glutão ou bagre torpedo, é uma espécie de bagre (ordem Siluriformes) da família Auchenipteridae. É a única espécie do gênero Asterophysus. 

## Distribuição Geográfica
A espécie é originária da bacia do rio Orinoco e do rio Negro na região entre Venezuela e Brasil.

## Morfologia
Ele cresce até o tamanho de 25 centímetros de comprimento (aproximadamente 9.84 polegadas). É uma espécie conhecida por se alimentar de peixes de tamanho igual ou superior ao seu próprio (até do dobro do seu próprio tamanho) e inclusive presas mais pesados.